# 이구메니차

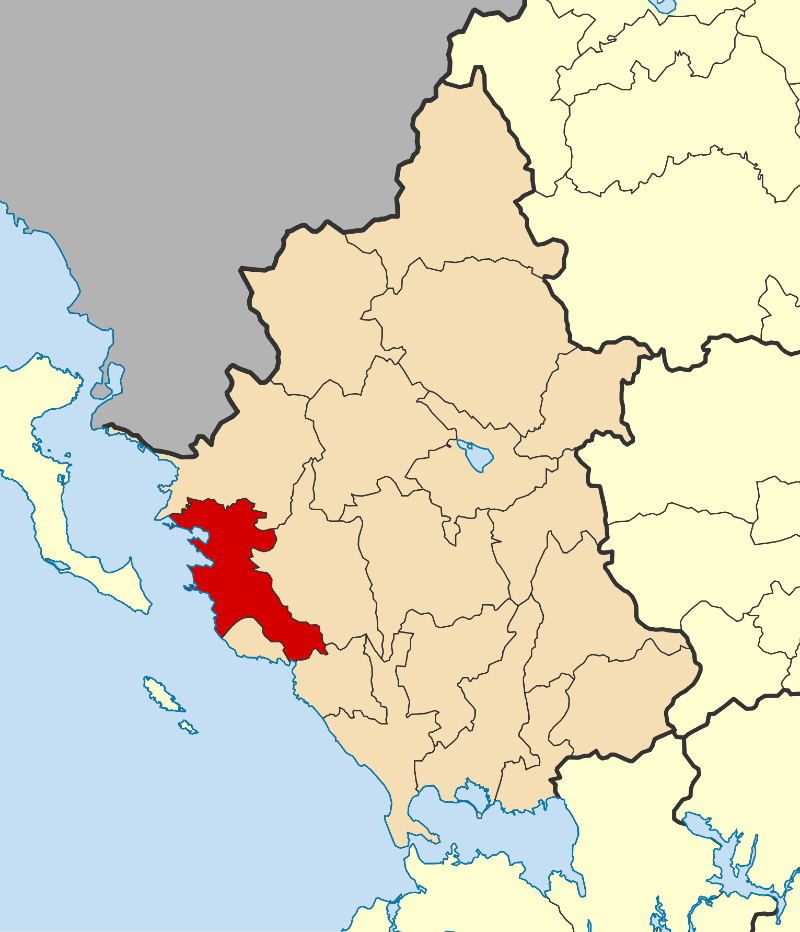
이구메니차의 위치

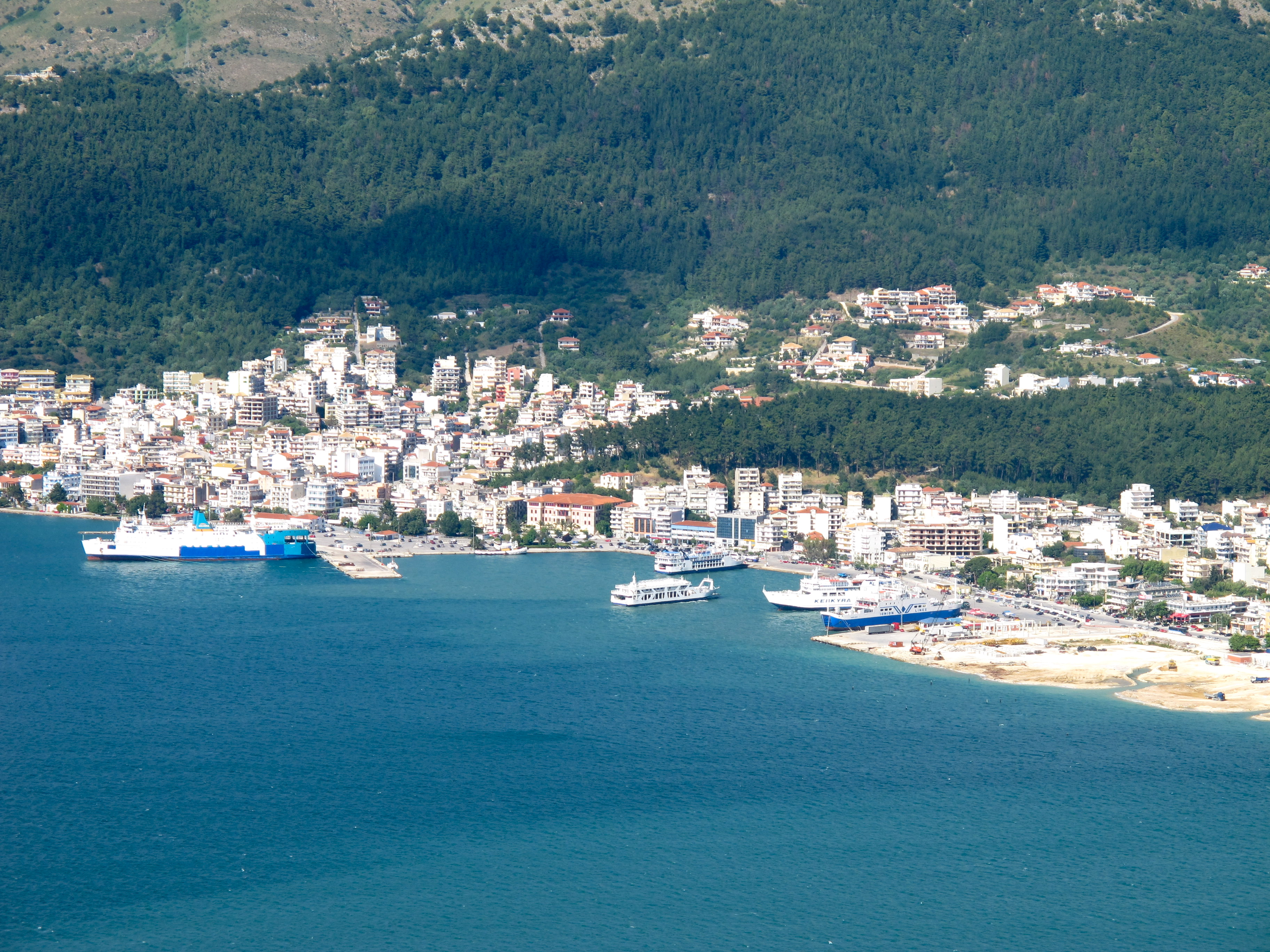
오래된 항구

이구메니차(그리스어: Ηγουμενίτσα)는 그리스 북서부에 있는 해안 도시로, 테스프로티아 현의 중심 도시이다. 면적(광역)은 426.6km2, 인구는 25,814명(2011)이다.

## 역사
이 도시의 고대(古代) 지명은 티타니(Titani)였다. 로마인들에 의해 기원전 167년에 파괴되었고 이후 합병되었다. 오스만 제국 통치기인 1909년, 메메트 5세(재위 1909~1918)를 기려 한때 "레샤디예(Reşadiye)"로 불리게 되었다. 그러나 얼마 지나지 않아 제1차 발칸 전쟁이 발발하면서 1913년 그리스 왕국에 점령되었다. 이 때부터 그라바(그리스어: Γράβα, "동굴")로 불렸으며, 1938년에 현재의 이름을 갖게 되었다.

## 기후
연평균 강수량이 1,100mm로, 그리스에서 상당히 높은 편이다.